# Gåstjärnen (Los socken, Hälsingland, 684640-146428)
Gåstjärnen är en sjö i Ljusdals kommun i Hälsingland och ingår i Ljusnans huvudavrinningsområde.